# Humanomalies
Humanomalies è il sesto album in studio dei Death SS pubblicato nel 2002.

## Tracce
1. The Sideshow - 01:04
2. Grand Guignol - 04:02
3. Hell on Earth - 03:40
4. Pain - 05:30
5. Mind Monstrosity - 01:07
6. The Sleep of Reason - 04:30
7. Miserere - 01:04
8. Sinful Dove - 04:53
9. Sympathy for the Devil (cover dei The Rolling Stones) - 04:46
10. Circus of Death - 04:24
11. Feast of Fools - 04:10
12. Evil Freaks - 04:14
13. American Psycho (cover dei Peace Love & Pitbulls) - 05:00
14. Weird World - 03:56
15. Abnormal - 04:32

## Formazione
- Steve Sylvester - voce
- Emil Bandera - chitarra
- Kaiser Sose - basso
- Anton Chaney - batteria
- Oleg Smirnoff - tastiere